# غرفة 707 (فلم)
غرفة 707 فيلم مصري من إنتاج عام 2008.

## قصة الفيلم
تعتبر قصة الفيلم الرئيسية هي مثل قصة روميو وجولييت، حيث يحب د. أحمد المعيد بكلية الطب الطالبة سارة ولكن والده النائب العام ووالدها رجل الأعمال يرفضون تزويجهم بسبب خلافاتهم، فيقرران الزواج سراً حتي حمل سارة وتقرر أسقاط حملها حتي لا يقتل والدها أحمد وهنا يحدث لها نزيف إثناء الحمل بينما يقوم ادهم بضرب أحمد بالنار لانه كان يتمني الزواج من سارة وبعد أن يستقيظ أحمد من غيبوبته يقرر الجلوس بجانب فراش سارة حتي تستيقظ ويوافق والدها علي اتمام الزواج بعد رجاء من والده الذي قدم أستقالته، وتتحدث الأحداث الجانبية عن نادية زميلة سارة في الكلية التي تعمل بالمستشفي الخاصة بوالد أدهم وتكتشف أن مدير المستشفي والأطباء يسرقون الأعضاء من المرضي مما يسبب في موتهم وتقوم بعمل حيلة حتي تتمكن الشرطة من القبض عليه وإرساله للنائب العام مما يزيد كراهية أدهم لأحمد.

## الممثلون
- مجدي كامل : د.أحمد
- رولا سعد : سارة
- راندا البحيري : نادية
- ياسر فرج أدهم سعيد راأفت
- سامي العدل المستشار فواد أحمد الشورباجي ووالد د. أحمد
- سميرة محسن : د. سميرة والدة د. أحمد
- طارق التلمساني عزيز سيف الدين والد سارة
- أحمد عبد الرحمن كريم أبن عم د. أحمد
- ياسمين فرج ملك زميلة سارة وكريم وأدهم

## روابط خارجية
- مقالات تستعمل روابط فنية بلا صلة مع ويكي بيانات